# Blood Run/Rock Island National Historic Landmark
Blood Run/Rock Island National Historic Landmark var et imponerende kompleks af indianske bopladser med anlagte jordhøje befolket fra cirka 1500-1700. Stedet var primært beboet af omaha- og ponca-indianere:392  inden disse delte sig i to selvstændige stammer i starten af 1700-tallet.:398  De simple beboelser strakte sig over en kilometer på de løftede terrasser og bakkedrag på begge sider af det øvre løb af Big Sioux River i dels det nordvestligste Iowa og dels det sydøstligste South Dakota. (Big Sioux River danner grænse mellem de to stater).
Hovedområdet i Iowa kaldes Blood Run Site (13LO2), der er naturligt delt i en nordlig og sydlig del af en mindre ådal med Blood Run Creek. Navnet ”Blood Run” bruges tit om komplekset som en helhed. Rock Island (13LN2) er den sjældnere brugte betegnelse, der anvendes om den mindre boplads i South Dakota på den modsatte side af Big Sioux River.:349 
Lokalitetens navn kommer af bopladsernes beliggenhed på højdedrag med jernaflejringer.
I 1970 blev centrale dele af området registreret som et National Historic Landmark.:349 

## Blood Run
Blood Run skiller sig ud fra andre tidlige bopladser ved sit store areal på ca. 1200 acre (ca. 485 hektar),:335  heri medtaget over 275 anlagte jordhøje i forlængelse af selve de beboede områder.:392  En jordhøj i form af en 90 meter lang slange er delvis ødelagt af landbrugsmaskiner,:335  mens lægningen af et jernbanespor i 1886 slettede alle spor af indiansk aktivitet i et bredt bånd tværs over midten af det langstrakte byområde på Iowa-siden.:399  Et seks hektar stort, aflangt område næsten omsluttet af volde, der nu er væk, menes at være lavet som et fælles tilflugtssted i tilfælde af angreb fra fjendtlige stammer.:432 
Helt unikt markerer kampesten omridset af flere af stedets mange hjem, der alle var konstrueret af lette materialer. Mindst to boligtyper var i brug. Den ene var 10 til 30 meter lange langhuse:407  dækket af måske skind eller et vævet materiale, der blev holdt fast mod jorden af stenene langs yderkanten. Desuden var der rejst runde boliger (også med omkredsen markeret med ret tætlagte sten), der kan have lignet tipier eller wigwams.:432 
Blood Runs lille antal kampesten med flader helt dækket af fint udhuggede småfordybninger i cirkelform af tre til fem centimeters diameter er højst usædvanlige.:433 

## Byens folk og dens betydning
Indbyggerne i Blood Run var primært poncaer/omahaer, der generationer før havde startet på en folkevandring fra Ohio Rivers skovdale som et samlet folk.:332  På pladsen ved Big Sioux River anlagde de jordvolde som noget forholdsvis nyt.:594  Hovedparten af højene i Blood Run blev anlagt i forbindelse med begravelses-ritualer.:593-594 
Folk som iowaer, otoer, cheyenner og arikaraer lader til at have opholdt sig i dele af byerne fra tid til anden i harmoni med stambeboerne.:392  Indbyggerne ernærede sig ved jagt på navnlig bisoner og råvildt samt en betydelig høst af dyrket majs.:600  Området gemmer på hundrevis af forrådsgruber.:349 
Omkring år 1700 bestod byerne af 400 boliger beboet af storfamilier, og de rummede måske 5.000 omahaer/poncaer:591  samt et antal netop tilflyttede otoer og iowaer.:380  Byens eksistens blev dokumenteret af franske handelsfolk på dette tidspunkt.:405 
Rigdommen og variationen af arkæologiske fund peger i retning af byerne som et centrum for udveksling af varer fra nær og fjern. Indbyggerne i Blood Run lader til at have falbudt især pipestensmateriale brudt i Pipestone Quarry omkring 80 km nordpå, måske både i rå og forarbejdet form.:392  Ellers har arkæologer skrabet flere tusinde år gamle pilespidser frem af jorden,:429  samt europæisk fremstillede ting som f.eks. kobbergryder, glasperler og sjældne ”Man-in-the-Moon-perler”:404  samt knive med blad af metal.:259 

## Blood Run forlades
Ifølge traditionen forlod indbyggerne Blood Run på grund af voksende konflikter med indianske fjender,:337  og byerne blev ikke beboet igen.:601 